# Ивица (Тверская область)
Ивица — деревня в Рамешковском районе Тверской области.

## География
Находится в восточной части Тверской области на расстоянии приблизительно 26 км на юго-восток по прямой от районного центра поселка Рамешки.

## История
Известна с 1627—1929 годов как вотчина Кириллова монастыря, что на Белом озере. В 1646—1647 годах здесь было 3 двора. В 1859 году в русской казенной деревне было 8 дворов, в 1887 — 12, в 1893 — 10, в 1933 — 27, в 2001 — 25 домов местных жителей и 30 домов — собственность наследников и дачников. В советское время работали колхозы «Красная Ивица» и им. Калинина. В 1980-е годы в состав Ивицы вошла деревня Лысиха. До 2021 входила в сельское поселение Ведное Рамешковского района до их упразднения.

## Население
Численность населения: 78 человек (1859 год), 95 (1887), 162 (1933), 80 (1989), 54 (русские 79 %, карелы 17 %) в 2002 году, 43 в 2010.